# Impatiens firmula
Impatiens firmula là một loài thực vật có hoa trong họ Bóng nước. Loài này được Baker mô tả khoa học đầu tiên năm 1883.